# Bad Boys (película de 1983)
Bad Boys es una película estadounidense de 1983, dirigida por Rick Rosenthal. La producción cinematográfica es protagonizada por Sean Penn, Esai Morales y Ally Sheedy en los papeles principales y es un drama donde se refleja el problema de la delincuencia juvenil en Estados Unidos en los años 80.

## Argumento
El filme narra el problema de la delincuencia juvenil en EE.UU. a través de la historia de unos jóvenes que crecieron entre la miseria y el caos, pero será en la cárcel donde aprendan las reglas del juego.
La trama ocurre en las calles de Chicago, que son el escenario de la violencia y el enfrentamiento entre las bandas rivales y la policía. Allí uno de los miembros más duros de esas bandas es un joven llamado Mick O'Brien, que tiene ya una serie de previas condenas. Él tiene una amiga que se llama J.C.Walenski. Una noche, mientras que es perseguido por la policía por un crimen que cometió, Mick mata accidentalmente al hermano pequeño de su implacable enemigo, Paco Moreno. cuando pierde el control del coche y choca con él causando también así un accidente que casi lo mata. 
Arrestado, Mick es posteriormente condenado como un menor y enviado a una cárcel para menores por lo que hizo, donde existe una pequeña esperanza de rehabilitación, más allá de la brutalidad que él ya había aprendido en su vida. Situado en un mundo de miedo e intimidación, sólo tendrá una oportunidad para escapar de la espiral de violencia y odio cumpliendo para ello las reglas del lugar y así poder volver a ver otra vez con su amiga.
Sin embargo su enemigo Paco también es enviado más tarde a la cárcel para menores, cuando es arrestado y condenado por violar e intentar matar a la amiga de Mick en venganza por lo ocurrido. El acontecimiento traumatiza a Mick, que empieza a darse cuenta completamente de la locura de esa forma de vida.  Adicionalmente, por falta de plazas en otras cárceles del mismo tipo, Paco también es enviado a la misma cárcel que la de Mick. 
De esa manera la situación entre ambos escala, cuando Paco toma la decisión de matar entonces a Mick en lugar de su amiga antes de que las autoridades encuentren la manera de poder transferirlo a otra cárcel para evitar un posible enfrentamiento mortal entre ambos, un deseo que además se convierte en obsesión, cuando Mick le pone claro durante un encuentro, que a final de cuentas él mató a su hermano al no haberse cuidado de él en su obsesión de hacer carrera como criminal, cosa que no quiere saber en su correspondiente ambición.
Finalmente, durante una noche, cuando finalmente iban a transferirle, Paco consigue neutralizar al guardia responsable para luego tratar de matar a Mick en su celda. Mick, sin embargo, estaba preparado para esa eventualidad y de esa manera ocurre una pelea mortal entre ambos. En esa pelea Mick vence a Paco, pero no lo mata y lo entrega en vez de ello a los guardias, que no pudieron intervenir en el acontecimientos, porque los demás juveniles, conscientes de lo que ocurría entre ambos, lo impidieron para que la pelea ocurriese y así poder divertirse viendo como uno mata al otro. 
Se insinúa luego que Mick, asqueado por la conducta de los demás prisioneros durante el acontecimiento y arrepentido por lo que hizo, saldrá del lugar en reconocimiento por su conducta en esa pelea y podrá, reformado, ya que también ha roto con los demás prisioneros por lo que hicieron, finalmente volver a ver a su amiga, mientras que Paco será transferido a la cárcel para adultos, donde cumplirá una condena adicional como adulto por lo que hizo además de cumplir el resto de su actual condena allí.

## Reparto
- Sean Penn ...  Mick O'Brien
- Reni Santoni ...  Ramón Herrera
- Jim Moody ...  Gene Daniels
- Eric Gurry ...  Barry Horowitz
- Esai Morales ...  Paco Moreno
- Ally Sheedy ...  J.C. Walenski
- Clancy Brown ...  "Viking" Lofgren
- Robert Lee Rush ...  Warren "Tweety" Jerome
- John Zenda ...  Supervisor Wagner
- Alan Ruck ...  Carl Brennan

## Producción
La película se filmó en Chicago, Illinois, y se rodó entre el 30 de abril de 1982 y el 17 de agosto de 1982.

## Recepción
Los críticos americanos la tacharon en su momento como una película amoral. Aun así la producción cinematográfica consiguió un notable éxito de taquilla en ese país (mucho menor en Europa) y además sirvió para que el actor Sean Penn se ganara con esa película el reconocimiento de ser uno de los mejores actores de su generación.

## Premios
- 1983: Premios LAFCA: Premio a la Nueva Generación (Sean Penn)